# 審良静男
審良 静男（あきら しずお、1953年1月27日 - ）は、日本の医師、医学者（免疫学）。学位は医学博士（大阪大学・1984年）。大阪大学免疫学フロンティア研究センター 特任教授、大阪大学ワクチン開発拠点 拠点長。日本学士院会員、文化功労者。
市立堺病院内科医師、日本学術振興会奨励研究員、カリフォルニア大学バークレー校博士研究員、大阪大学細胞生体工学センター助教授、兵庫医科大学医学部教授、大阪大学微生物病研究所教授を歴任。2007年から現在まで大阪大学免疫学フロンティア研究センター教授。

## 人物
大阪府東大阪市出身の医学者である。免疫学の世界的権威。1980年、大阪大学の岸本忠三のもとで博士学生として研究をはじめる。博士課程の指導教員であった岸本忠三との結びつきは非常に強く、2007年から2024年現在に至るまで、共に大阪大学免疫学フロンティア研究センターで研究を続けている。
米トムソンサイエンティフィックの「世界で最も注目された研究者ランキング」で、2004年度に第8位、2005年度と2006年度に第1位、2007年度に第4位と連続でランクインしている。
2021年7月に奈良県の山中で遭難、膝を骨折する重傷を負うも、無事発見された。
2023年10月2日にカリコー・カタリンらがノーベル生理学医学賞が受賞したが、2008年にカリコらが発表した論文の共著者の一人である。彼女ら受賞について、「受賞は当然だと思う。新型コロナのワクチンが開発できたことは人類にとっての大きな貢献だ」と述べた。

## 略歴

### 学歴
- 1971年3月 - 大阪府立高津高等学校卒業
- 1977年3月 - 大阪大学医学部医学科卒業
- 1984年3月 - 大阪大学大学院医学研究科病理系専攻博士課程修了

### 職歴
- 1978年6月 - 市立堺病院内科医師
- 1984年2月 - 日本学術振興会奨励研究員
- 1985年2月 - カリフォルニア大学バークレー校博士研究員
- 1987年6月 - 大阪大学細胞工学センター助手（免疫研究部門）
- 1995年5月 - 大阪大学細胞生体工学センター助教授
- 1996年1月 - 兵庫医科大学教授（生化学講座）
- 1999年4月 - 大阪大学微生物病研究所教授
- 2007年10月 - 大阪大学免疫学フロンティア研究センター教授
- 2018年 - 大阪大学免疫学フロンティア研究センター特任教授[1]

#### 学内における役職
- 2007年10月 - 2019年6月 大阪大学免疫学フロンティア研究センター拠点長[1]
- 2022年10月 - 大阪大学ワクチン開発拠点拠点長

## 受賞歴
- 2001年2月 - 井上学術賞「免疫系におけるシグナル伝達と生体内での役割」
- 2001年11月 - 野口英世記念医学賞「自然免疫系における病原体認識機構の研究」
- 2002年11月 - 大阪科学賞「自然免疫における病原体認識システムの研究」
- 2003年11月 - 武田医学賞「自然免疫による病原体認識機構に関する研究」[12]
- 2004年2月 - 高松宮妃癌研究基金学術賞
- 2004年11月 - ロベルト・コッホ賞[13]
- 2006年1月 - 朝日賞 「自然免疫における病原体認識の研究」[14]
- 2006年6月 - ウィリアム・コーリー賞
- 2007年3月 - 上原賞 「自然免疫による病原体認識機構の解明」[15][16]
- 2007年6月 - 恩賜賞・日本学士院賞 「自然免疫による病原体認識とシグナル伝達」
- 2007年9月 - ミルシュタイン賞 (Milstein Award)
- 2008年10月 - トムソン・ロイター引用栄誉賞 「トール様受容体と先天免疫の研究」
- 2010年9月 - 慶應医学賞、アベリー・ラントシュタイナー賞（ドイツ免疫学会）[17]
- 2011年3月 - ガードナー国際賞

ノーベル生理学・医学賞の有力候補に挙げられてきたが、2011年に同分野の研究を行っていたジュール・ホフマンとブルース・ボイトラーが受賞したため、同分野での受賞の可能性は事実上消滅した。

## 栄典
- 2005年5月 - 紫綬褒章[21]
- 2009年10月 - 文化功労者[22]
- 2011年 - 吹田市長賞

## 著書
- 「解明が進むウイルス・細菌感染と免疫応答 分子メカニズムから新たな治療戦略まで」（柳雄介、笹川千尋 共編） 羊土社 2005年
- 「新しい免疫入門 自然免疫から自然炎症まで」（黒崎知博 共著） 講談社ブルーバックス 2014年
- 「新しい免疫入門 第2版　免疫の基本的なしくみ」（黒崎知博、村上正晃 共著） 講談社ブルーバックス 2024年